# Machaerium caicarense
Machaerium caicarense är en ärtväxtart som beskrevs av Henri François Pittier. Machaerium caicarense ingår i släktet Machaerium och familjen ärtväxter. Inga underarter finns listade i Catalogue of Life.